# Little River Band
Die Little River Band ist eine australische Rockband. Sie wurde in Melbourne gegründet.

## Geschichte
Die Gruppe entstand 1975 aus der Rockgruppe Mississippi. Davor war Beeb Birtles Bassist bei der 60er-Jahre-Popband Zoot und Glenn Shorrock war Sänger der Gruppe Axiom.
Sie hatten unmittelbaren Erfolg in Australien, aber einige Bandmitglieder hatten größere Bestrebungen. Wie viele andere australische Gruppen hatten Mississippi und Axiom vergeblich versucht, den englischen Plattenmarkt zu erobern. Daher beschlossen sie, sich in der neuen Band auf den amerikanischen Markt zu konzentrieren.
Ein Schlüsselfaktor ihres schlussendlichen Erfolgs war ihr Manager Glenn Wheatley, der Bassist der australischen Rockgruppe The Masters Apprentices war. Wheatleys Erfahrungen in der Musikszene der 60er, verbunden mit der Erfahrung, die er beim Arbeiten im britischen und US-amerikanischen Musikmanagement in den frühen 1970ern gesammelt hatte, ermöglichten ihm, der Band zu helfen, die erste australische Band mit Chart-Erfolg in den USA zu werden.
Von 1978 bis 1981 erzielte die Little River Band mit „Reminiscing“, „Lady“, „Lonesome Loser“, „Cool Change“, „The Night Owls“ und „Take It Easy On Me“ sechs Top-10-Singles in den US-Charts. Während ihrer Karriere hat die Band über 25 Millionen Platten verkauft und erzielte in den USA 13 Top-40-Hits.

## Little River Band heute
Die Little River Band wird heute als eine der erfolgreichsten australischen Bands betrachtet. Die ursprüngliche Besetzung wurde 2004 in die ARIA Hall of Fame aufgenommen. In der 2010 erschienenen Komödie Die etwas anderen Cops wird der Song Reminiscing als einer der Soundtracks verwendet.
Die drei Gründungsmitglieder Glenn Shorrock, Graham Goble und Beeb Birtles geben unter dem Namen Birtles Shorrock Goble weiterhin Konzerte.

## Besetzungen
- Gesang
  - Glenn Shorrock 1975–1982, 1987–1996
  - John Farnham 1982–1986
  - Steve Wade 1996–1999
  - Wayne Nelson 1980 mit Unterbrechungen bis heute

- Gitarre
  - Graham Davidge 1974–1975
  - Ric Formosa 1975–1976
  - Beeb Birtles 1975–1983
  - Graham Goble 1975–1990
  - David Briggs 1976–1981
  - Stephen Housden 1981 bis heute
  - Peter Beckett 1990–1998
  - Paul Gildea 1998–1999
  - Greg Hind 2000 bis heute
  - Rich Herring 2006 bis heute

- Bass
  - Roger McLachlan 1975–1976, 1998–1999
  - George McArdle 1976–1978
  - Barry Sullivan 1978–1980
  - Wayne Nelson 1980–1996, 1999 bis heute
  - Hal Tupea 1996–1998

- Schlagzeug
  - Derek Pellicci 1975–1984, 1986–1997
  - Geoff Cox, während der Tour 1978
  - Steve Prestwich 1984–1986
  - Malcolm Wakeford 1986
  - Kevin Murphy 1998–2004
  - Billy Thomas 2005–2007
  - Mel Watts 2007 bis heute

- Keyboard
  - Mal Logan 1978–1981
  - David Hirschfelder 1983–1986
  - James Roche 1988–1990
  - Tony Sciuto 1990–1998
  - Adrian Scott 1998
  - Glenn Reither 1999–2004
  - Chris Marion 2004 bis heute

## Diskografie

### Alben
| Jahr | Titel                     | Höchstplatzierung, Gesamtwochen, AuszeichnungChartplatzierungen (Jahr, Titel, Platzierungen, Wochen, Auszeichnungen, Anmerkungen) | Höchstplatzierung, Gesamtwochen, AuszeichnungChartplatzierungen (Jahr, Titel, Platzierungen, Wochen, Auszeichnungen, Anmerkungen) | Höchstplatzierung, Gesamtwochen, AuszeichnungChartplatzierungen (Jahr, Titel, Platzierungen, Wochen, Auszeichnungen, Anmerkungen) | Höchstplatzierung, Gesamtwochen, AuszeichnungChartplatzierungen (Jahr, Titel, Platzierungen, Wochen, Auszeichnungen, Anmerkungen) | Höchstplatzierung, Gesamtwochen, AuszeichnungChartplatzierungen (Jahr, Titel, Platzierungen, Wochen, Auszeichnungen, Anmerkungen) | Anmerkungen                            |
| Jahr | Titel                     | DE | AT | CH | US | AU | Anmerkungen                            |
| ---- | ------------------------- | --- | --- | --- | --- | --- | -------------------------------------- |
| 1975 | Little River Band         | — | — | — | US80 (24 Wo.)US | — | Erstveröffentlichung: November 1975    |
| 1977 | Diamantina Cocktail       | — | — | — | US49 Gold · (48 Wo.)US | AU— GoldAU | Erstveröffentlichung: April 1977       |
| 1978 | Sleeper Catcher           | — | — | — | US16 Platin · (60 Wo.)US | AU— PlatinAU | Erstveröffentlichung: Juni 1978        |
| 1979 | First Under The Wire      | — | — | — | US10 Platin · (33 Wo.)US | — | Erstveröffentlichung: Juli 1979        |
| 1980 | Backstage Pass            | — | — | — | US44 (10 Wo.)US | — |                                        |
| 1981 | Time Exposure             | DE38 (10 Wo.)DE | — | — | US21 Gold · (50 Wo.)US | — | Erstveröffentlichung: August 1981      |
| 1983 | Greatest Hits             | DE54 (4 Wo.)DE | — | — | US33 Platin · (30 Wo.)US | — |                                        |
| 1983 | The Net                   | DE31 (10 Wo.)DE | — | — | US61 (21 Wo.)US | — |                                        |
| 1984 | Playing to Win            | — | — | — | US75 (14 Wo.)US | — |                                        |
| 1988 | Monsoon                   | — | — | — | — | AU13 Gold · (21 Wo.)AU | Erstveröffentlichung: 16. Mai 1988     |
| 1990 | Get Lucky                 | — | — | CH35 (1 Wo.)CH | — | — |                                        |
| 1991 | Worldwide Love            | — | AT34 (2 Wo.)AT | CH40 (1 Wo.)CH | — | — |                                        |
| 1995 | The Classic Collection    | — | — | — | — | AU8 Platin · (8 Wo.)AU |                                        |
| 2015 | The Definitive Collection | — | — | — | — | AU31 (2 Wo.)AU |                                        |
| 2022 | Ultimate Hits             | — | — | — | — | AU29 (1 Wo.)AU | Erstveröffentlichung: 14. Oktober 2022 |

grau schraffiert: keine Chartdaten aus diesem Jahr verfügbar
Weitere Alben
- 1976: After Hours
- 1986: No Reins
- 1986: Too Late to Load
- 1992: Live Classics
- 1994: The Night Owls – Best (1977–90, Zounds, alle Titel digital remastered)
- 2000: Where We Started From
- 2002: One Night in Mississippi
- 2002: The Definitive Collection (AU: ×2Doppelplatin )
- 2003: Streams Of Success
- 2003: Test of Time
- 2006: Re-arranged
- 2007: Standing Room Only – Live
- 2008: We Call It Christmas
- 2009: Outback EP
- 2011: A Little River Band Christmas
- 2013: Cuts Like a Diamond

### Singles
| Jahr | Titel Album                                  | Höchstplatzierung, Gesamtwochen, AuszeichnungChartplatzierungen (Jahr, Titel, Album, Platzierungen, Wochen, Auszeichnungen, Anmerkungen) | Höchstplatzierung, Gesamtwochen, AuszeichnungChartplatzierungen (Jahr, Titel, Album, Platzierungen, Wochen, Auszeichnungen, Anmerkungen) | Anmerkungen                              |
| Jahr | Titel Album                                  | US | AU | Anmerkungen                              |
| ---- | -------------------------------------------- | --- | --- | ---------------------------------------- |
| 1975 | I’ll Always Call Your Name Little River Band | US62 (5 Wo.)US | — | Erstveröffentlichung: 31. Oktober 1975   |
| 1976 | It’s a Long Way There Little River Band      | US28 (16 Wo.)US | — | Erstveröffentlichung: 1. Oktober 1976    |
| 1977 | Help Is On Its Way Diamantina Cocktail       | US14 (22 Wo.)US | — | Erstveröffentlichung: 18. April 1977     |
| 1977 | Happy Anniversary Diamantina Cocktail        | US16 (18 Wo.)US | — | Erstveröffentlichung: Dezember 1977      |
| 1978 | Reminiscing Sleeper Catcher                  | US3 (20 Wo.)US | — | Erstveröffentlichung: 12. Juni 1978      |
| 1978 | Lady Sleeper Catcher                         | US10 (20 Wo.)US | — | Erstveröffentlichung: 18. September 1978 |
| 1979 | Lonesome Loser First Under the Wire          | US6 (18 Wo.)US | — | Erstveröffentlichung: 24. August 1979    |
| 1979 | Cool Change First Under the Wire             | US10 (18 Wo.)US | — | Erstveröffentlichung: 24. August 1979    |
| 1979 | It’s Not a Wonder Backstage Pass             | US51 (8 Wo.)US | — | Erstveröffentlichung: 31. Oktober 1979   |
| 1981 | The Night Owls Time Exposure                 | US6 (21 Wo.)US | — | Erstveröffentlichung: August 1981        |
| 1981 | Take It Easy On Me Time Exposure             | US10 (19 Wo.)US | — | Erstveröffentlichung: 22. November 1981  |
| 1981 | Man On Your Mind Time Exposure               | US14 (16 Wo.)US | — | Erstveröffentlichung: 25. November 1981  |
| 1982 | The Other Guy Greatest Hits                  | US11 (18 Wo.)US | — | Erstveröffentlichung: 21. Dezember 1982  |
| 1983 | We Two The Net                               | US22 (12 Wo.)US | — | Erstveröffentlichung: 21. Juni 1983      |
| 1983 | You’re Driving Me Out of My Mind The Net     | US35 (11 Wo.)US | — | Erstveröffentlichung: 18. Mai 1983       |
| 1984 | Playing To Win                               | US60 (8 Wo.)US | — | Erstveröffentlichung: 21. Dezember 1984  |
| 1988 | Love Is a Bridge Monsoon                     | — | AU11 (10 Wo.)AU | Erstveröffentlichung: 4. April 1988      |

## Auszeichnungen für Musikverkäufe
| Goldene Schallplatte - Kanada - 1981: für das Album Time Exposure - 1983: für das Album Greatest Hits Platin-Schallplatte - Kanada - 1978: für das Album Diamantina Cocktail - 1979: für das Album Sleeper Catcher - Neuseeland - 2022: für die Single Reminiscing - 2024: für die Single The Other Guy | 2× Platin-Schallplatte - Kanada - 1980: für das Album First Under The Wire |

Anmerkung: Auszeichnungen in Ländern aus den Charttabellen bzw. Chartboxen sind in ebendiesen zu finden.
| Land/RegionAuszeichnungen für Musikverkäufe (Land/Region, Auszeichnungen, Verkäufe, Quellen) | Gold     | Platin       | Verkäufe  | Quellen          |
| -------------------------------------------------------------------------------------------- | -------- | ------------ | --------- | ---------------- |
| Australien (ARIA)                                                                            | 2× Gold2 | 4× Platin4   | 315.000   | aria.com.au      |
| Kanada (MC)                                                                                  | 2× Gold2 | 4× Platin4   | 500.000   | musiccanada.com  |
| Neuseeland (RMNZ)                                                                            | —        | 2× Platin2   | 60.000    | radioscope.co.nz |
| Vereinigte Staaten (RIAA)                                                                    | 2× Gold2 | 3× Platin3   | 4.000.000 | riaa.com         |
| Insgesamt                                                                                    | 6× Gold6 | 13× Platin13 |           |                  |